# Albert Snouck Hurgronje
Albert Willem Snouck Hurgronje (Prajekan, Bondowoso, Nederlands-Indië, 30 mei 1903 – Den Haag, 28 juni 1967) was een Nederlands voetballer die als aanvaller speelde.
Jhr. mr. A.W. Snouck Hurgronje, lid van de familie Snouck Hurgronje, speelde voor HVV. In 1924 en 1925 speelde hij zes keer voor het Nederlands voetbalelftal waarbij hij één doelpunt maakte. Met Nederland nam hij deel aan de Olympische Zomerspelen in 1924 in Parijs waar Nederland als vierde eindigde.